# Batrachedra megalodoxa
Batrachedra megalodoxa là một loài bướm đêm thuộc họ Blastobasidae. Nó được tìm thấy ở Úc.